# Amt Lichtenau (Ortenau)

Wappen der Herrschaft Lichtenberg

Wappen der Grafschaft Hanau-Lichtenberg seit 1606

Wappen der Landgrafschaft Hessen-Darmstadt

Wappen des Kurfürstentums Baden

Das Amt Lichtenau war ein Amt der Herrschaft Lichtenberg, später der Grafschaft Hanau-Lichtenberg, von der es an die Landgrafschaft Hessen-Darmstadt und von dieser an das Kurfürstentum Baden überging.

## Geschichte

### Lichtenberg
Das Amt geht zurück auf die Wasserburg Lichtenau. Die Herren von Lichtenberg hatten in der Schlacht bei Göllheim 1298 auf der Seite des Siegers, Albrecht von Habsburg, gekämpft. Zu dessen Gegnern gehörte auch Kuno von Bergheim. Die Lichtenberger zerstörten dessen Burg Crax (Krax) noch 1298 im Auftrag des Königs und transportierten deren Baumaterial auf dem Wasserweg in die Nähe des Klosters Schwarzach, in der Rheinebene, wo sie auf allodialem Gelände die Burg Lichtenau errichteten. In der Nachbarschaft der Burg entstand eine Siedlung, die bereits 1300 durch König Albrecht I. das Hagenauer Stadtrecht verliehen bekam. Die Herren von Lichtenberg konzentrierten hier ihre Amtsverwaltung für das umliegende Gebiet, das Amt Lichtenau.
1335 wurde eine Landesteilung zwischen der mittleren und der jüngeren Linie des Hauses Lichtenberg durchgeführt. Das Amt Lichtenau fiel dabei an Ludwig III. von Lichtenberg, der die jüngere Linie des Hauses begründete, seinen Wohnsitz in Lichtenau nahm und sich in vielen Fällen nun auch von Lichtenau nannte. 1390 bis 1393 verpfändete der verschuldete Heinrich IV. von Lichtenberg-Lichtenau alle zum Amt Lichtenau gehörenden Orte an den Ritter Dietmar von Blumenau.
1440 wurde eine der Auseinandersetzungen zwischen Jakob von Lichtenberg und seinem Bruder, Ludwig V. von Lichtenberg (* 1417; † 1474), durch eine Realteilung der Herrschaft zu beenden versucht. Das Amt Lichtenau erhielt dabei Ludwig V.

### Hanau-Lichtenberg
Anna von Lichtenberg (* 1442; † 1474) war als Tochter Ludwigs V. von Lichtenberg (* 1417; † 1474) eine von zwei Erbtöchtern mit Ansprüchen auf die Herrschaft Lichtenberg. Sie heiratete 1458 den Grafen Philipp I. den Älteren von Hanau-Babenhausen (* 1417; † 1480), der eine kleine Sekundogenitur aus dem Bestand der Grafschaft Hanau erhalten hatte, um sie heiraten zu können. Durch die Heirat entstand die Grafschaft Hanau-Lichtenberg. Nach dem Tod des letzten Lichtenbergers, Jakob von Lichtenberg, eines Onkels von Anna, erhielt Philipp I. d. Ä. 1480 die Hälfte der Herrschaft Lichtenberg. Die andere Hälfte gelangte an seinen Schwager, Simon IV. Wecker von Zweibrücken-Bitsch. Das Amt Lichtenau gehörte zu dem Teil von Hanau-Lichtenberg, den die Nachkommen von Philipp und Anna erbten.
Graf Johann Reinhard II. von Hanau-Lichtenberg (1628–1666) wurde durch väterliches Testament das Amt Lichtenau zum Unterhalt und Wohnsitz zugewiesen. Hier lebte er ab etwa 1650 im Schloss in Bischofsheim am hohen Steg, kümmerte sich um den Wiederaufbau nach den Zerstörungen des Dreißigjährigen Krieges, förderte die Einwanderung von Schweizern und begann mit dem Aufbau der zerstörten Infrastruktur, etwa der Schulen.

### Hessen-Darmstadt
Nach dem Tod des letzten Hanauer Grafen, Johann Reinhard III. 1736, fiel das Erbe – und damit auch das Amt Lichtenau – an den Sohn seiner einzigen Tochter, Charlotte von Hanau-Lichtenberg, Landgraf Ludwig (IX.) von Hessen-Darmstadt. Mit dem Reichsdeputationshauptschluss wurde das Amt 1803 dem neu gebildeten Kurfürstentum Baden zugeordnet. Die neue Herrschaft von Kurfürst Karl Friedrich von Baden errichtete auch eine neue Verwaltungsstruktur.

## Gliederung

### Gemeinden
| Ort                                                   | Herkunft                                     | Recht                            | Anmerkung                                                                               |
| ----------------------------------------------------- | -------------------------------------------- | -------------------------------- | --------------------------------------------------------------------------------------- |
| Bischofsheim am hohen Steg (heute: Rheinbischofsheim) | Erstbelehnung vermutlich 1274                | Lehen des Bischofs von Straßburg |                                                                                         |
| Bodersweier                                           | Erstbelehnung vermutlich 1274                | Lehen des Bischofs von Straßburg |                                                                                         |
| Diersheim                                             | Erstbelehnung vermutlich 1274                | Lehen des Bischofs von Straßburg |                                                                                         |
| Freistett                                             | Erstbelehnung vermutlich 1274                | Lehen des Bischofs von Straßburg | Nach der Ausgliederung von Neufreistett aus seiner Gemarkung 1745 auch: „Altfreistett“. |
| Grauelsbaum                                           |                                              |                                  | Gehörte zu Lichtenau; Fähre und Zoll gehörten zur Herrschaft Lichtenberg.               |
| Gugelingen (Guglingen; Wüstung)                       | „Altbestand“, Vorbesitzer nicht feststellbar | Allod                            | Mitte 15. Jh. Bestandteil des Amtes Lichtenau, später Wüstung                           |
| Hausgereut                                            | Erstbelehnung vermutlich 1274                | Lehen des Bischofs von Straßburg | Bildete bis 1785 zusammen mit Holzhausen einen eigenen Gerichtsbezirk                   |
| Helmlingen                                            | „Altbestand“, Vorbesitzer nicht feststellbar | Allod                            | Teil von Lichtenau                                                                      |
| Hirsach (Rheinau)                                     | „Altbestand“, Vorbesitzer nicht feststellbar | Allod                            | Mitte 15. Jh. Bestandteil des Amtes Lichtenau, später wüst gefallen                     |
| Hohbühn (Hohenbühn)                                   | Erstbelehnung vermutlich 1274                | Lehen des Bischofs von Straßburg | Gehörte nach 1745 zur Schultheißerei Linx.                                              |
| Holzhausen                                            | Erstbelehnung vermutlich 1274                | Lehen des Bischofs von Straßburg | Holzhausen bildete bis 1785 zusammen mit Hausgereut einen eigenen Gerichtsbezirk.       |
| Leutesheim                                            | Erstbelehnung vermutlich 1274                | Lehen des Bischofs von Straßburg |                                                                                         |
| Lichtenau (Burg)                                      | erbaut 1298                                  | Allod                            |                                                                                         |
| Lichtenau (Stadt)                                     | entstanden ab 1298                           | Allod                            | Stadtrecht: 1300                                                                        |
| Linx                                                  | Erstbelehnung vermutlich 1274                | Lehen des Bischofs von Straßburg | Bis 1745 „Stabhalterei“ (Vogtei), dann Schultheißerei                                   |
| Memprechtshofen                                       | „Altbestand“, Vorbesitzer nicht feststellbar | Allod                            |                                                                                         |
| Muckenschopf (Mückenschopf)                           | „Altbestand“, Vorbesitzer nicht feststellbar | Allod                            | Teil von Lichtenau                                                                      |
| Neufreistett                                          |                                              | Lehen des Bischofs von Straßburg | 1745 aus Freistett ausgegliedert                                                        |
| Querbach                                              |                                              |                                  | Nach 1736 zum Amt Willstätt                                                             |
| Renchenloch                                           | Erstbelehnung vermutlich 1274                | Lehen des Bischofs von Straßburg |                                                                                         |
| Scherzheim                                            |                                              | Allod                            | Teil von Lichtenau                                                                      |
| Zierolshofen                                          | Erstbelehnung vermutlich 1274                | Lehen des Bischofs von Straßburg | Gehörte bis 1781 zu Bodersweiher                                                        |

### Mühlen, Höfe und Rechte
Zum Amt Lichtenau gehörte weiter ein Rheinzoll und ein Geleitrecht, beides Reichslehen, sowie ein Hof Neulandt (oder Neusand), ein Lehen des Bischofs von Straßburg und der Hof Quergen. Hier lag weiter die Wüstung Gundesweiher.